# Marilyn (montagne)
Pour les articles homonymes, voir Marilyn (homonymie).

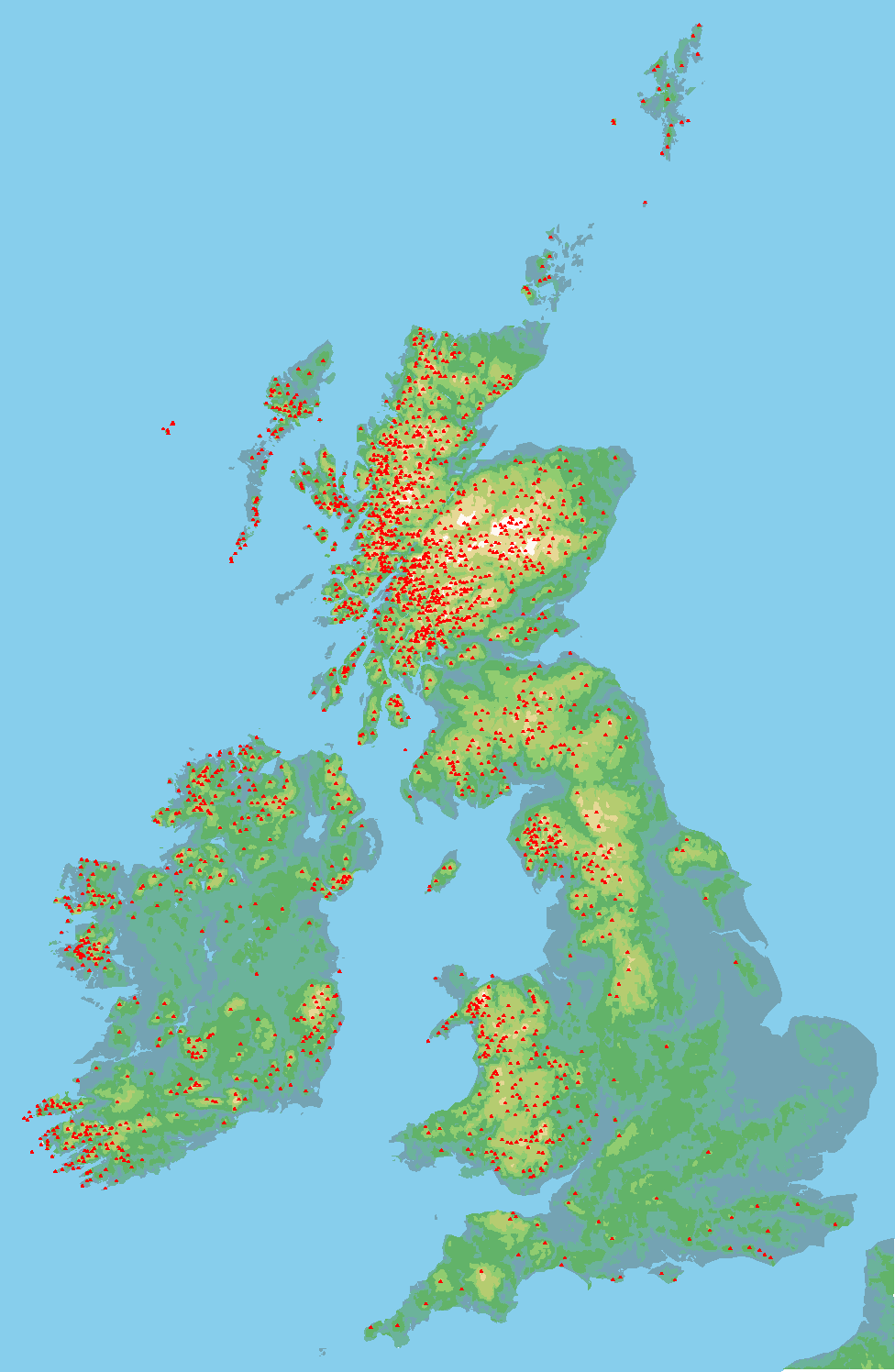
Localisation des marilyns dans les îles britanniques.

Un marilyn est une montagne ou un fell britannique dont la proéminence (à ne pas confondre avec l'altitude absolue) dépasse 150 mètres. L'origine du nom semble être une allusion humoristique — faite en 1992 par un auteur britannique, Alan Dawson, dans son ouvrage The Relative Hills of Britain — par rapport aux munros, montagnes écossaises de plus de 3 000 pieds (914 mètres), par analogie avec le prénom de l'actrice Marilyn Monroe (compte tenu de la ressemblance phonétique entre les noms munro et Monroe).

## Description
On identifie à ce jour 1 554 marilyns en Grande-Bretagne : 1 214 en Écosse, 180 en Angleterre, 156 au pays de Galles et cinq sur l'île de Man (la Black Mountain se situe à la fois en Angleterre et au pays de Galles). On trouve aussi 453 marilyns en Irlande. Leur liste a été compilée par Alan Dawson dans son livre The Relative Hills of Britain, et évolue constamment dans la mesure où l'Ordnance Survey, organisme britannique gouvernemental chargé de la réalisation de cartes topographiques, publie de nouvelles cartes avec des altitudes rectifiées. Les marilyns d'Irlande sont recensés sur le livret The Hewitts and Marilyns of Ireland.
La plupart des grands fells britanniques sont des marilyns (notamment le Ben Nevis, Scafell Pike et le mont Snowdon). En revanche, plusieurs fells, dont certains sont classés comme des munros (tels le Bowfell, les Langdale Pikes et le Carnedd Dafydd) ne sont pas des marilyns car ils ne remplissent pas le critère de proéminence nécessaire. De plus, certains sommets, comme Seatallan et Watch Hill sur les rives du Lakeland, et le Long Mynd dans le Shropshire, sont bien des marilyns, en raison de leur isolement par rapport à des sommets plus élevés.
En Écosse, on commence à classifier les collines en plusieurs catégories, comme les munros, les corbetts, les grahams et les donalds. Des randonneurs se regroupent en association dans le but de grimper sur le plus de marilyns possibles. Jusqu'en 2014, personne n'avait réussi l'exploit de les accrocher toutes à son palmarès. C'est le 9 octobre 2014 que le journal écossais The Scotsmann annonce que Bill Simpson (69 ans) et son épouse Sheila Simpson (65 ans) sont parvenus à atteindre à pied le sommet des 726 collines classées d'Écosse.

## Autres types de sommets

### Nuttall
Les nuttalls sont des montagnes en Angleterre et au pays de Galles de plus de 2 000 pieds (610 m) d'altitude avec une hauteur relative d'au moins 15 mètres. Ils sont 444 au total, dont 190 au pays de Galles.
En incluant les points hauts s'élevant seulement 15 mètres au-dessus de leurs environs, la liste des nuttalls est souvent contestée pour inclure trop de points mineurs insignifiants. Les hewitts sont une façon de pallier cela.
À l'exception de Pillar Rock, un éperon rocheux situé sur une montagne du même nom, dans le Lake District, les sommets de tous les nuttalls peuvent être atteints sans recours à l'escalade. En décembre 2008, 163 personnes avaient complété la liste, bien que certains n'aient pas escaladé Pillar Rock, ce qui est permis.

### Hewitt
Les hewitts sont des collines en Angleterre, au pays de Galles et en Irlande de plus de 2 000 pieds d'altitude. La liste répond à la critique des nuttalls en requérant aux collines d'avoir une hauteur relative de 30 m, excluant ainsi les 125 nuttalls les moins hautes de la liste.
Ils sont 528 au total, dont 179 en Angleterre, 138 au pays de Galles et 211 en Irlande.